# Загреб (1939)
«Загреб» — другий із трьох ескадрених міноносців типу «Београд», побудованих для Королівських військово-морських сил Югославії наприкінці 1930-х років. Корабель мав складати частину дивізії на чолі з лідером ескадрених міноносців «Дубровник». Це перший військовий корабель, побудований у Королівстві Югославія.

## Історія створення
Ескадрений міноносець «Загреб» був закладений у 1936 році на верфі Brodosplit. Спущений на воду 30 березня 1938 року, вступив у стрій 5 серпня 1939 року.
Його головний калібр утворювали чотири 120-мм гармати, а максимальна швидкість корабля становила 35 вузлів (65 км/год).

## Служба
Після початку вторгнення держав Осі у квітні 1941 року «Загреб» та «Београд» були переведені до місця розташування штабу 1-ї торпедної дивізії у Которі. Кораблі бомбардувала авіація, але попри близькі розриви бомб «Загреб» залишився неушкодженим.
16 квітня екіпаж корабля був поінформований про неминучу капітуляцію збройних сил Югославії, та отримав наказ припинити опір. Значна частина екіпажу після цього залишила корабель. Наступного дня італійські війська наблизилися до Которської бухти, два молодші офіцери Мілан Спасич і Сергей Мешера примусили капітана та екіпаж, який залишився, покинути есмінець, та ввели у дію вибухові заряди для затоплення корабля. Обоє загинули під час вибуху.

### Відзначення подвигу
1967 року з'явився французький фільм Flammes sur l'Adriatique («Адріатика у вогні»), присвячений історії загибелі корабля та подвигу двох офіцерів. У 1973 році президент Югославії, а під час війни керівник Народно-визвольної армії Югославії Йосип Броз Тіто посмертно нагородив обох офіцерів, які затопили «Загреб», орденом Народного героя.